# Rodney Saint-Éloi

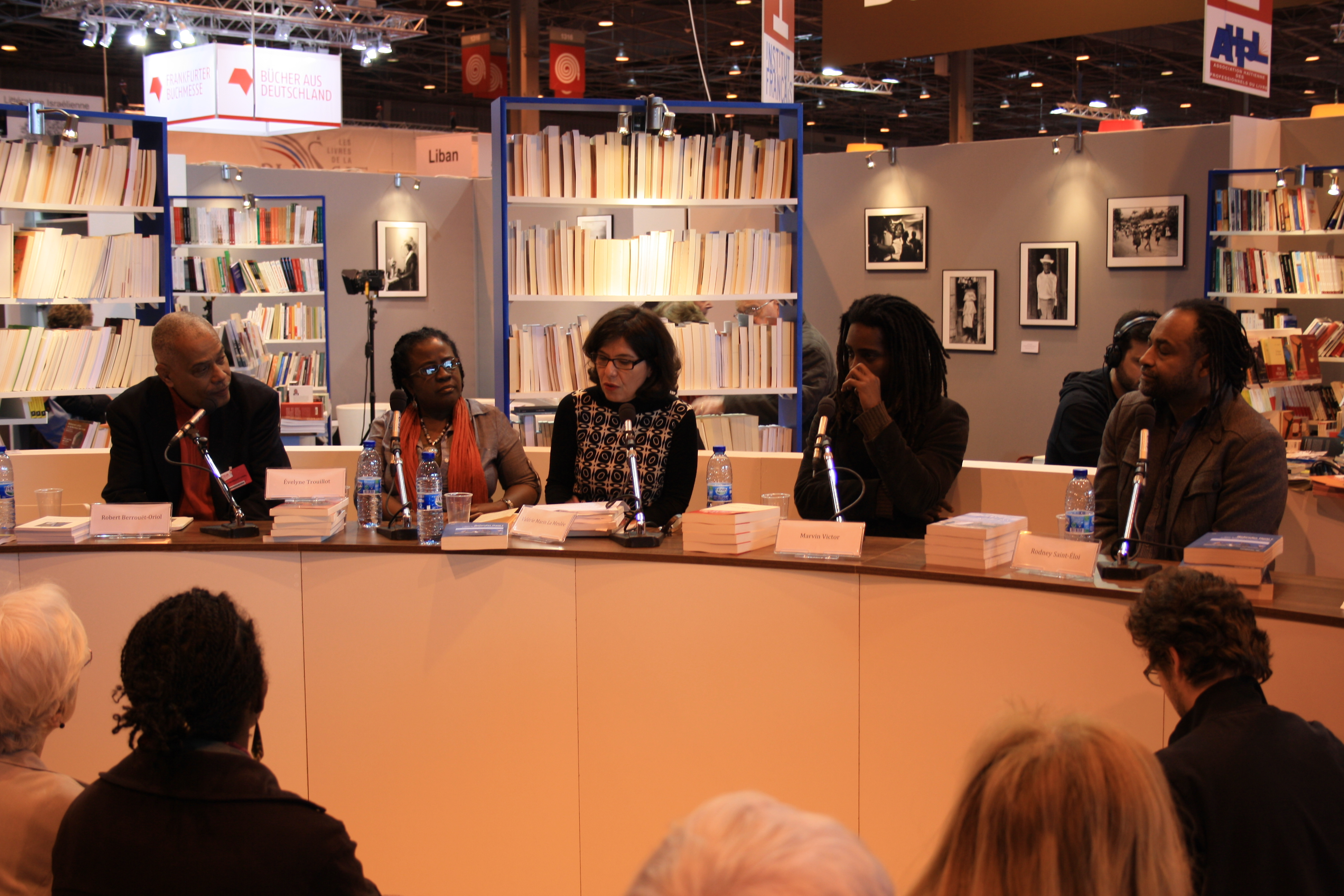
Rodney Saint-Éloi au Salon du livre de Paris (2011).

Rodney Saint-Éloi est un poète, écrivain, essayiste, académicien et éditeur né à Cavaillon (Haïti) en 1963. Il vit au Québec depuis 2001. Il est le fondateur de la maison d'édition Mémoire d'encrier.

## Biographie
Rodney Saint-Éloi est né en 1963 à Cavaillon en Haïti. Durant son enfance, il est un élève du Collège Canado-Haïtien des frères du Sacré-Cœur (une congrégation religieuse québécoise). Puis, il fait des études universitaire en économie et en linguistique. Il part ensuite, grâce à une bourse de l’Agence universitaire de la francophonie, faire une maîtrise en littérature comparée à l’Université Laval. Son mémoire Émergence de la poétique créole en Haïti porte sur l'histoire de la langue créole et de ses différentes formes,. Après sa maîtrise, il retourne en Haïti où il fonde la maison d’édition Mémoire en 1991 (avec le poète Georges Castera), le magazine culturel Cultura, en 1994, et la revue d’art et de littérature Boutures en 1999,. Il a travaillé pendant plus de quinze ans comme journaliste pour le quotidien Le Nouvelliste de Port-au-Prince,.
En 2001, il part vivre à Montréal au Québec.
Saint-Éloi est l'auteur d’une quinzaine de livres de poésie, dont Jacques Roche, je t’écris cette lettre (2013, Mémoire d'encrier), qui a été finaliste au Prix du Gouverneur général, et Je suis la fille du baobab brûlé (2015, Mémoire d'encrier) également finaliste au Prix du Gouverneur général, ainsi qu'au Prix des libraires. Il dirige plusieurs anthologies dont Georges Castera, Lyonel Trouillot, Stanley Péan, Franz Benjamin, Laure Morali. Il a également publié le récit Haïti Kenbe la ! en 2010 chez Michel Lafon, avec une préface de Yasmina Khadra. En 2020, il publie Quand il fait triste Bertha chante chez Québec Amérique, récit qui rend hommage à sa mère. Le récit a été repris en 2022 en France aux éditions Héloïse d'Ormesson.
Il fonde à Montréal en 2003 les éditions Mémoire d’encrier, devenues très vite la référence en diversité et littérature-monde,. Il fait découvrir des écrivains de différentes origines (amérindienne, québécoise, haïtienne, sénégalaise, antillaise, etc.) dans une démarche « d’altérités porteuses d’avenirs et de solidarités ». Il « rassemble les continents » tant dans son œuvre que dans sa maison d’édition : cultures, imaginaires, rassemblés et mis en commun pour un vivre-ensemble semble être le véritable combat. Avec Mémoire d'encrier, Rodney Saint-Éloi a contribué à donner de la visibilité à des écrivaines importantes, que ce soit Joséphine Bacon, Naomi Fontaine, Maryse Condé, ou Roxane Gay.
L'œuvre de Rodney Saint-Éloi est traduite en anglais, en espagnol et en japonais.
Il a réalisé la direction artistique de différents spectacles littéraires dont Le Cabaret Césaire, Le Cabaret Senghor, Le Cabaret Anthony Phelps, Le Cabaret Jacques Roumain, Le cabaret Franketienne ainsi que Les Bruits du monde,.
En 2016, avec la romancière palestinienne Yara El-Ghadban, il a cofondé l'Espace de la Diversité, organisme à but non lucratif voué à la promotion des littératures d'origines diverses. Il est l'initiateur de l’événement Les Rencontres québécoises en Haïti, qui a rassemblé, du 1er au 8 mai 2013, une cinquantaine d'auteurs et de professionnels du livre haïtiens et québécois.
Rodney Saint-Éloi a reçu de la part du gouvernement québécois le Prix Charles Biddle 2012 qui « souligne son apport exceptionnel au développement des arts et de la culture au Québec »,. En novembre 2015, il a été reçu comme membre de l'Académie des lettres du Québec. En mai 2019, il a été promu par le Conseil des Arts et des Lettres du Québec (CALQ) Compagnon de l'Ordre des arts et des lettres du Québec,, et en 2021 Chevalier dans l'Ordre des Arts et des Lettres de la République française, pour sa contribution et son engagement au service de la culture,,.
En 2021, il fait paraître un essai coécrit avec Yara El-Ghadban intitulé Les racistes n’ont jamais vu la mer. Écrit à la suite de la mort de George Floyd et de Joyce Echaquan, l'ouvrage aborde la complexité du racisme systémique. Il s'agit d'un essai sous forme épistolaire dans lequel l'auteur et l'autrice dressent un portrait du racisme et tentent d'ouvrir des pistes de solutions pour améliorer le vivre-ensemble en donnant au rêve et à la littérature une place de premier plan.

## Œuvres

### Poésie
- Graffitis pour l’aurore. Port-au-Prince: Imprimeur II, 1989.
- Pierres anonymes, Port-au-Prince, Éditions Mémoire, 1994.
- Voyelles adultes, Port-au-Prince, Éditions Mémoire, 1994.
- J’avais une ville d’eau de terre et d’arcs-en-ciel heureux, Port-au-Prince, Éditions Mémoire, 1999.
- Cantique d’Emma. Chaux-de-Fonds, Éditions Vwa, 1997; Port-au-Prince, Éditions Mémoire, 2001.
- J'ai un arbre dans ma pirogue, Montréal, Mémoire d'encrier, 2004, 68 p.  (ISBN 2-923153-23-5)
- Récitatif au pays des ombres : poésie, Montréal, Mémoire d'encrier, 2011, 95 p.  (ISBN 978-2-923713-66-3)
- Jacques Roche, je t'écris cette lettre, Montréal, Mémoire d'encrier, 2013, 71 p.  (ISBN 9782897120603)
- Je suis la fille du baobab brûlé, Montréal, Mémoire d'encrier, 2015, 91 p.  (ISBN 9782897123482)
- Moi tombée, moi levée, Montréal, Éditions du Noroît, 2016, 69 p.  (ISBN 9782897660086)
- Nous ne trahirons pas le poème, Montréal, Mémoire d'encrier, 2019, 119 p.  (ISBN 9782897126452)
- Nous ne trahirons pas le poème et autres recueils, Paris, Points Poésie, 2021, 368 p.,  (ISBN 9782757888353)

### Récits
- Haïti, kenbe la! : (35 secondes et mon pays à reconstruire), Neuilly-sur-Seine, Michel Lafon, 2010, 266 p.  (ISBN 978-2-7499-1264-6)
- Passion Haïti, Québec, Éditions du Septentrion, 2016, 208 p.  (ISBN 9782894488478)
- Quand il fait triste Bertha chante, Montréal, Québec Amérique, 2020, 293 p.  (ISBN 9782764442180)
- Quand il fait triste Bertha chante, Paris, Héloïse D'Ormesson, 2022, 262 p.  (ISBN 9782350877907)

### Essai
- Rodney Saint-Éloi et Yara El-Ghadban, Les racistes n'ont jamais vu la mer, Montréal, Mémoire d'encrier, 2021, 293 p. (ISBN 9782897128128)

### Anthologies
- Dits des fous d’amour: anthologie secrète / Lovers’ Sweet Nothings: Secret Anthology, choisis par / selected by Paula Clermont Péan & Rodney Saint-Éloi. Montréal, Mémoire d’encrier, 2003, 40 p.  (ISBN 2-923153-02-2)
- Anthologie de la littérature haïtienne: un siècle de poésie, 1901-2001, sélectionnée par Georges Castera, Claude Pierre, Rodney Saint-Éloi et Lyonel Trouillot. Montréal, Mémoire d’encrier, 2003, 321 p.  (ISBN 2-923153-04-9)
- Paradis/Paraiso, Djazz 1: Santo-Domingo. Montreuil, Vox, 2003.
- Nul n’est une île: Solidarité Haïti (avec Stanley Péan). Montréal, Mémoire d’encrier, 2004, 181 p.  (ISBN 2-923153-31-6)
- Chantier d’écriture, sous la direction de Annie Heminway et Rodney Saint-Éloi. Montréal, Mémoire d’encrier, 2006, 135 p.  (ISBN 2-923153-60-X)
- Montréal vu par ses poètes, sous la direction de Rodney Saint-Éloi et Franz Benjamin. Montréal: Mémoire d’encrier, 2006, 110 p.  (ISBN 2-923153-48-0)

## Prix et honneurs
- 2012 - Prix Charles Biddle pour l'ensemble de son œuvre[7]
- 2013 - Finaliste au Prix du Gouverneur général, Jacques Roche, je t'écris cette lettre[15]
- 2015 - Finaliste au Prix des librairies, Je suis la fille du baobab brûlé[8]
- 2015 - Finaliste au Prix du Gouverneur général, Je suis la fille du baobab brûlé[15]
- 2015 - Membre de l'Académie des lettres du Québec[28]
- 2019 - Compagnon de l'Ordre des arts et des lettres du Québec
- 2020 - Chevalier dans l'Ordre des Arts et des Lettres de la République française,